# Biblioteca de Olmedo
La Biblioteca Municipal Fray Bartolomé de Olmedo tomó el nombre del fraile mercedario Bartolomé de Olmedo que acompañó a Hernán Cortés en la conquista de México según se recoge en el libro Historia verdadera de la conquista de la Nueva España de Bernal Díaz del Castillo. Dicho fraile se encontraba en el convento de la Orden de la Merced en Olmedo, en la plaza de Santa María. Hoy día en él están ubicadas las oficinas municipales y en lo que era la iglesia, el centro de artes escénicas.
Es de titularidad municipal y pertenece al Sistema de Bibliotecas de Castilla y León según la Ley de Bibliotecas de Castilla y León. y decreto 214/1996 de 13 de septiembre
Desde el mes de julio de 2010 la Biblioteca de Olmedo se encuentra integrada en la Red de Bibliotecas Públicas de Castilla y León (RABEL). Con la puesta en marcha del carné único todos los usuarios tienen acceso en igualdad de condiciones a los diferentes servicios y recursos de información de los centros integrados en la red de bibliotecas.

## Historia
La biblioteca se creó en 1951 ubicándose en el nº 12 de la plaza Mayor del municipio, oficializándose por Orden de 11 de septiembre de 1962.
Permaneció en dicho edificio hasta noviembre de 1975 en que se trasladó al edificio "La Merced".
En septiembre de 2000 volvió a la plaza Mayor, después de haberse restaurado el edificio.

## Edificio
El edificio que ocupa la biblioteca es la antigua Chancillería, después Juzgado de Primera Instancia e Instrucción y Cárcel del Partido. En el dintel de la puerta entre dos escudos de Olmedo y uno real, se lee: “ESTA OBRA SE HIZO SIENDO CORREXIDOR DESTS VILLA EL SR: LIZDO. DON FRCO. XAV DE CHAVES Y CORDOBA AÑO. 1741”.
La Chancillería residió en Olmedo de 1387 a 1389 durante los meses de julio, agosto y septiembre, según se recoge en las Cortes de Briviesca (1387). En abril, mayo y junio estaba en Medina del Campo y los restantes se debía repartir entre Madrid y Alcalá de Henares.
En 1447 pasó definitivamente a Valladolid, pero debido a la peste, en 1527-1528 volvió a estar en Olmedo. De ello se hizo eco Miguel Delibes y lo reflejó en su libro El hereje.
Su estilo es el mudéjar (ladrillo y piedra), típico de esta zona.
Se empezó a restaurar a principios de los años 90  por una escuela taller, y en el 2000 se instaló la biblioteca y en el edificio anejo la sala de exposiciones.
Su extensión es de 500 metros cuadrados divididos en dos plantas.

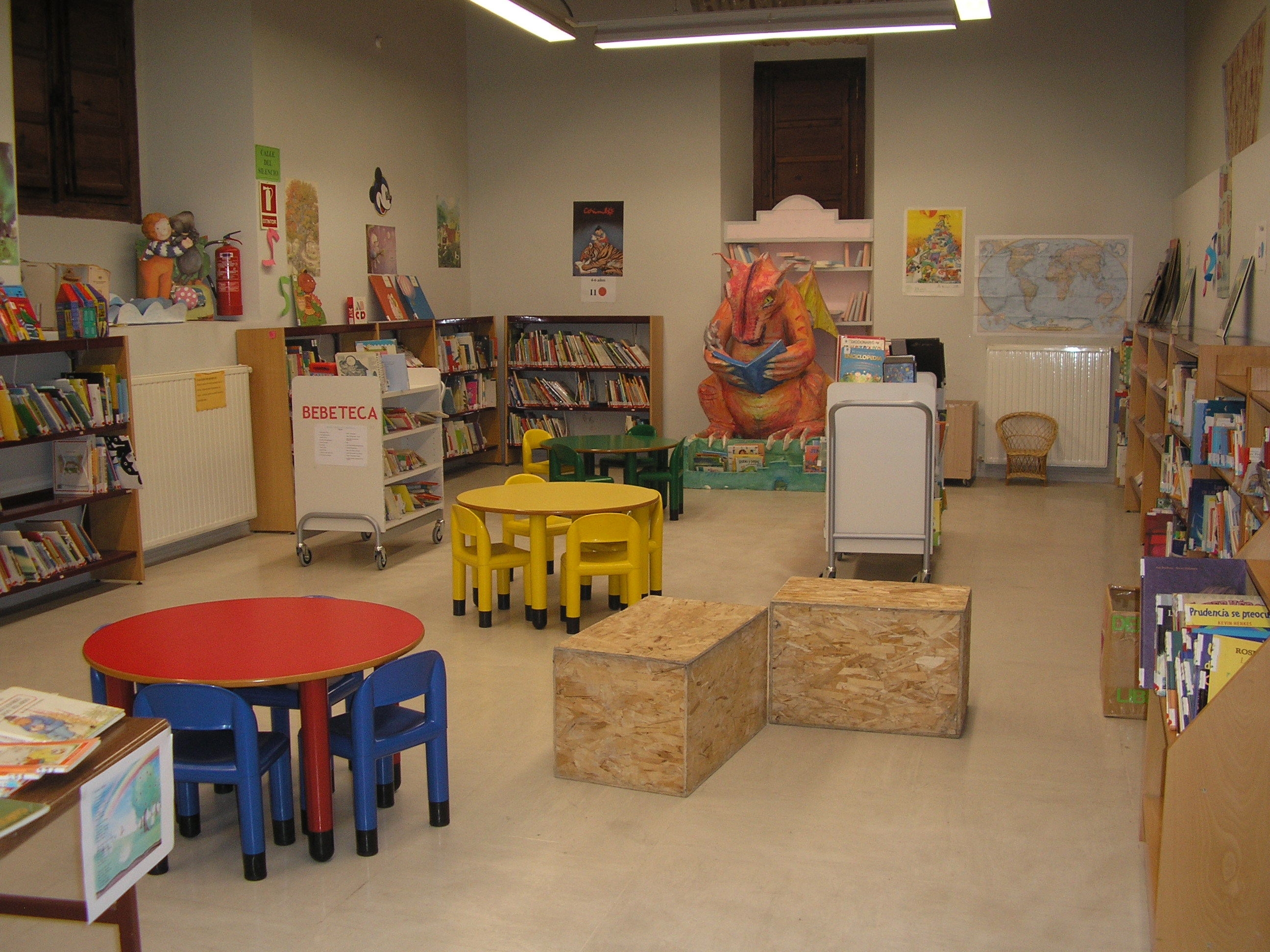
Sala infantil
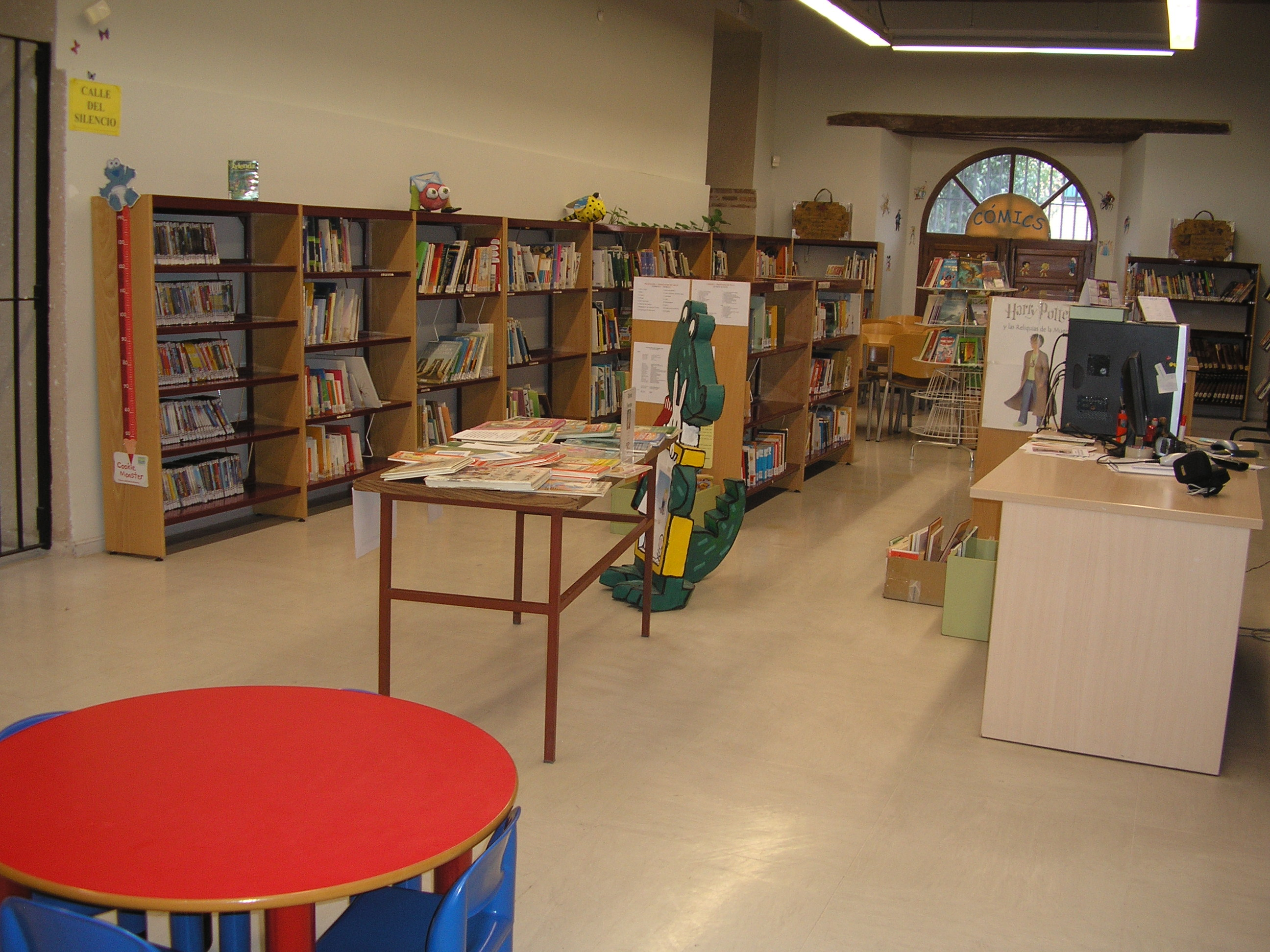
Sala juvenil
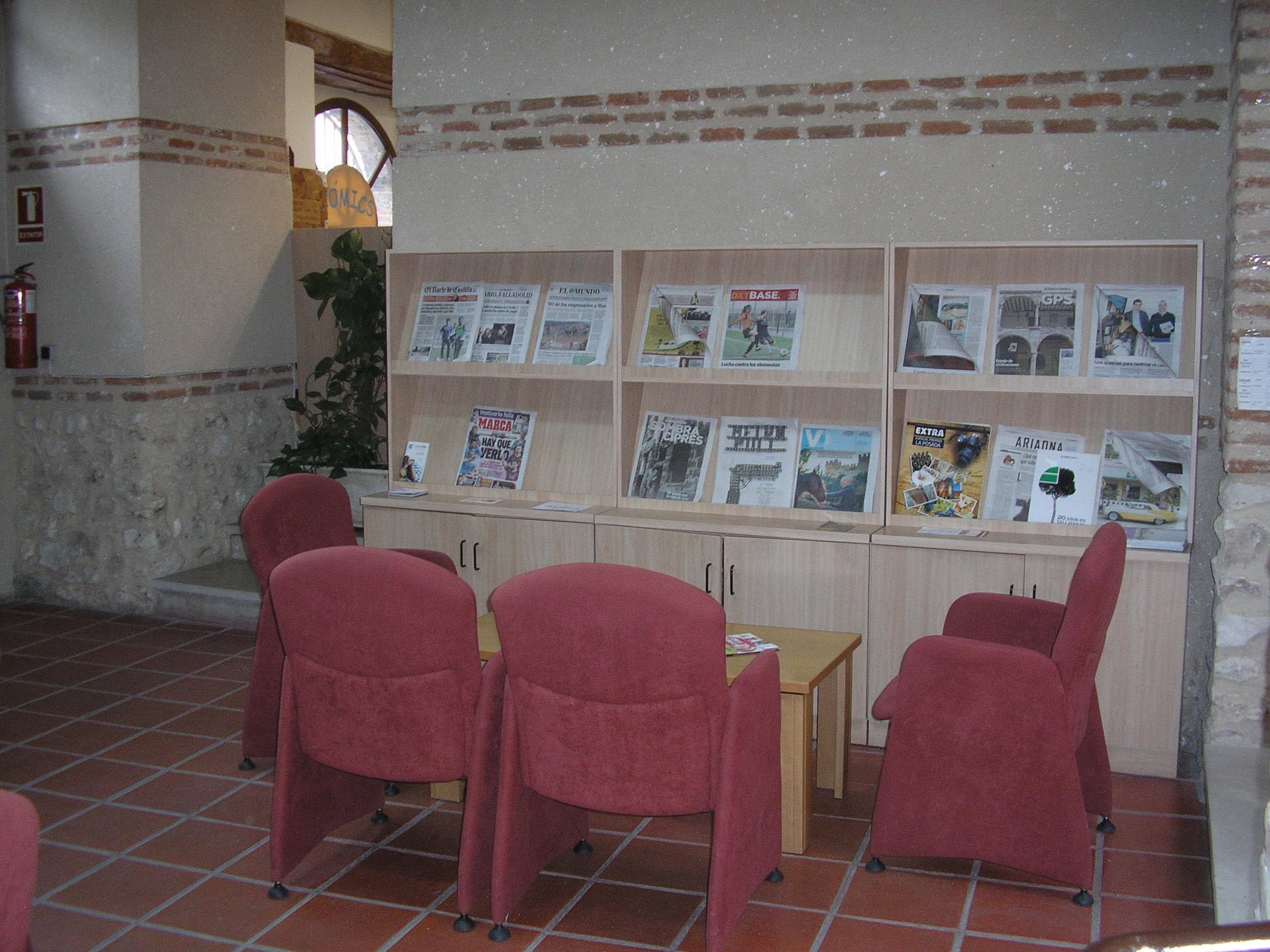
Hemeroteca
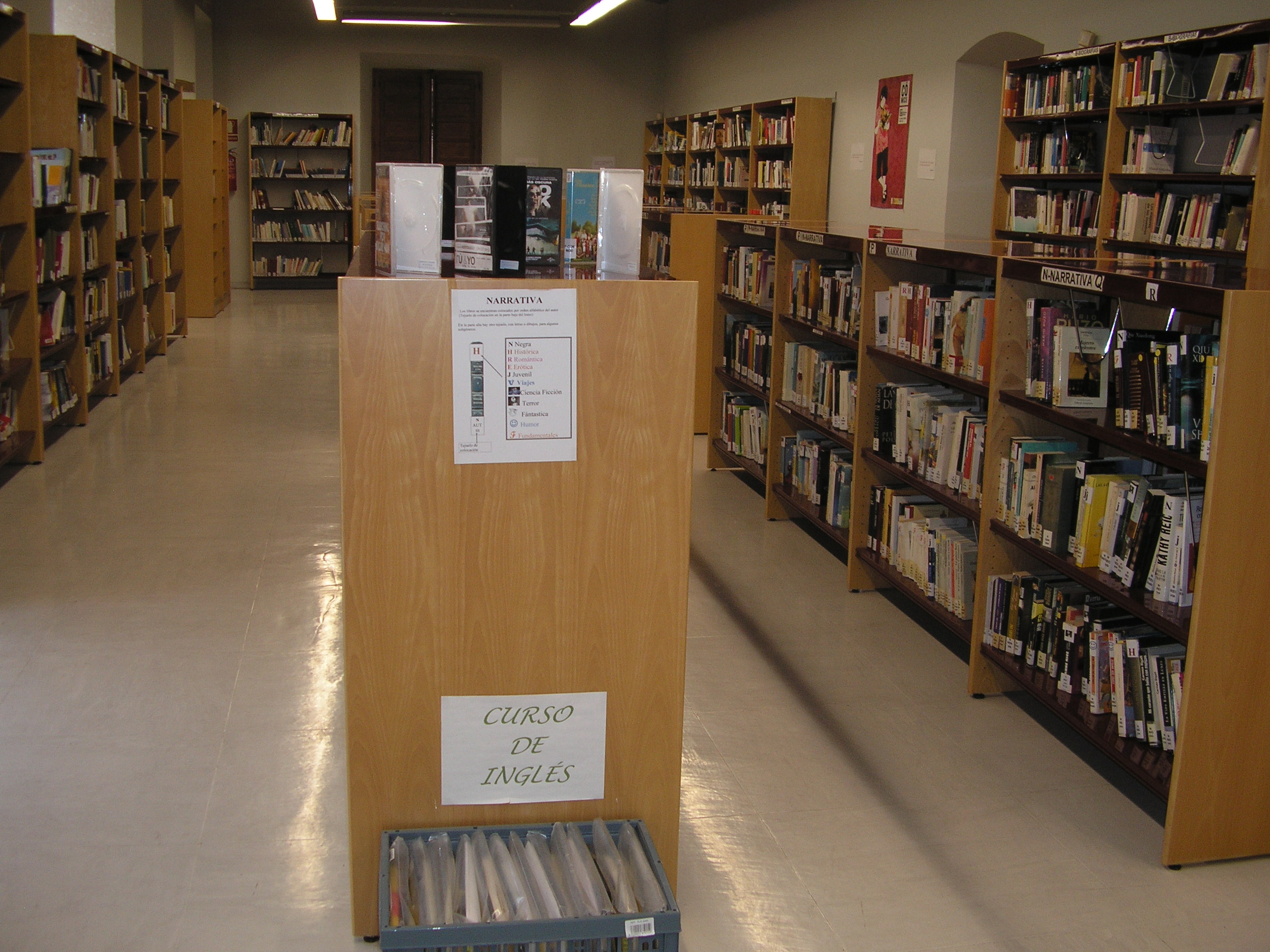

## Servicios
Cuenta con los siguientes servicios:
- Sala infantil y de adultos
- Hemeroteca
- Referencia e información
- Catálogo informatizado
- Préstamo personal, colectivo e interbibliotecario.
- Videoteca.
- Ofimática
- Acceso a Internet gratuito
- WIFI abierta.

## Actividades
- Guías de lectura
- Visitas
- Exposiciones
- Presentaciones
- Animaciones
- Cuentacuentos